# Gran Premio de Yugoslavia de Motociclismo de 1989
El Gran Premio de Yugoslavia de Motociclismo de 1989 fue la octava prueba de la temporada 1989 del Campeonato Mundial de Motociclismo. El Gran Premio se disputó el 11 de junio de 1989 en el Automotodrom Grobnik de Fiume.

## Resultados 500cc
El norteamericano Kevin Schwantz (Suzuki) se adjudicó la victoria en la prueba de 500 cc, superando a sus compatriotas Wayne Rainey (Yamaha) y Eddie Lawson, que protagonizaron una gran lucha por el título. Rainey continúa al frente de la clasificación del campeonato.
| Pos.     | Piloto              | Equipo                                   | Moto      | Tiempo     | Pts. |
| -------- | ------------------- | ---------------------------------------- | --------- | ---------- | ---- |
| 1        | Kevin Schwantz      | Suzuki Pepsi Cola                        | Suzuki    | 45:10.967  | 20   |
| 2        | Wayne Rainey        | Team Lucky Strike Roberts                | Yamaha    | +1.193     | 17   |
| 3        | Eddie Lawson        | Rothmans Kanemoto Honda                  | Honda     | +15.670    | 15   |
| 4        | Kevin Magee         | Team Lucky Strike Roberts                | Yamaha    | +41.545    | 13   |
| 5        | Christian Sarron    | Sonauto Gauloises Blondes Yamaha Mobil 1 | Yamaha    | +41.673    | 11   |
| 6        | Mick Doohan         | Rothmans Honda Team                      | Honda     | +1:05.736  | 10   |
| 7        | Randy Mamola        | Cagiva Corse                             | Cagiva    | +1:12.921  | 9    |
| 8        | Ron Haslam          | Suzuki Pepsi Cola                        | Suzuki    | +1:22.452  | 8    |
| 9        | Pierfrancesco Chili | HB Honda Gallina Team                    | Honda     | +1:31.927  | 7    |
| 10       | Dominique Sarron    | Team ROC Elf Honda                       | Honda     | +1 Vuelta  | 6    |
| 11       | Rob McElnea         | Cabin Racing Team                        | Honda     | +1 Vuelta  | 5    |
| 12       | Niall Mackenzie     | Marlboro Yamaha Team Agostini            | Yamaha    | +1 Vuelta  | 4    |
| 13       | Massimo Broccoli    | Cagiva Corse                             | Cagiva    | +1 Vuelta  | 3    |
| 14       | Simon Buckmaster    | Racing Team Katayama                     | Honda     | +1 Vuelta  | 2    |
| 15       | Michael Rudroff     | HRK Motors                               | Honda     | +1 Vuelta  | 1    |
| 16       | Bruno Kneubühler    | Romer Racing Suisse                      | Honda     | +1 Vuelta  |      |
| 17       | Marco Papa          | Team Greco                               | Paton     | +2 Vueltas |      |
| 18       | Stefan Klabacher    |                                          | Honda     | +2 Vueltas |      |
| 19       | Fernando González   | Club Motocross Pozuelo                   | Honda     | +3 Vueltas |      |
| 20       | Nicholas Schmassman | FMS                                      | Honda     | +3 Vueltas |      |
| 21       | Rudolf Zeller       |                                          | Manhattan | +3 Vueltas |      |
| Ret      | Vittorio Scatola    |                                          | Honda     | Ret        |      |
| Ret      | Michael Kaplam      |                                          | Honda     | Ret        |      |
| Ret      | Marco Gentile       | Fior Marlboro                            | Fior      | Ret        |      |
| Ret      | Alessandro Valesi   | Team Iberia                              | Yamaha    | Ret        |      |
| Ret      | Andreas Leuthe      | Librenti Corse                           | Suzuki    | Ret        |      |
| Ret      | Freddie Spencer     | Marlboro Yamaha Team Agostini            | Yamaha    | Ret        |      |
| DNQ      | Donato Battistoni   |                                          | Honda     | DNQ        |      |
| DNQ      | Claude Albert       |                                          | Suzuki    | DNQ        |      |
| DNQ      | Helmut Schutz       | Rallye Sport                             | Honda     | DNQ        |      |
| Fuentes: |                     |                                          |           |            |      |

## Resultados 250cc
Cuarta victoria consecutiva para Sito Pons, que se distancia en la clasificación general. El piloto español sorprendió al alemán Rewinold Roth y lo adelantço en la última curva.
| Pos. | Piloto                    | Moto      | Tiempo   | Pts. |
| ---- | ------------------------- | --------- | -------- | ---- |
| 1    | Sito Pons                 | Honda     | 40.37.11 | 20   |
| 2    | Reinhold Roth             | Honda     | 40.37.27 | 17   |
| 3    | Jacques Cornu             | Honda     | 40.38.63 | 15   |
| 4    | Jean-Philippe Ruggia      | Yamaha    | 40.59.89 | 13   |
| 5    | Juan Garriga              | Yamaha    | 41.13.19 | 11   |
| 6    | Carlos Cardús             | Honda     | 41.16.73 | 10   |
| 7    | Jochen Schmid             | Honda     | 41.17.00 | 9    |
| 8    | Adrien Morillas           | Yamaha    | 41.23.50 | 8    |
| 9    | Wilco Zeelenberg          | Honda     | 41.23.96 | 7    |
| 10   | Renzo Colleoni            | Aprilia   | 41.24.16 | 6    |
| 11   | Garry Cowan               | Yamaha    | 41.37.04 | 5    |
| 12   | Kevin Mitchell            | Yamaha    | 41.46.77 | 4    |
| 13   | Patrick van den Goorbergh | Yamaha    | 41.46.97 | 3    |
| 14   | Andreas Preining          | Aprilia   | 41.47.09 | 2    |
| 15   | Alex Barros               | Yamaha    | 41.48.63 | 1    |
| 16   | Jean-Francois Foray       | Yamaha    | 42.01.64 |      |
| 17   | August Auinger            | Yamaha    | 42.01.79 |      |
| 18   | Massimo Matteoni          | Yamaha    | 1 Vuelta |      |
| 19   | Alain Bronec              | Aprilia   | 1 Vuelta |      |
| Ret  | Urs Jücker                | Yamaha    | Ret      |      |
| Ret  | Virginio Ferrari          | Gazzaniga | Ret      |      |
| Ret  | Luca Cadalora             | Yamaha    | Ret      |      |
| Ret  | Loris Reggiani            | Honda     | Ret      |      |
| Ret  | Helmut Bradl              | Honda     | Ret      |      |
| Ret  | Maurizio Vitali           | Honda     | Ret      |      |
| Ret  | Martin Wimmer             | Aprilia   | Ret      |      |
| Ret  | Didier de Radiguès        | Aprilia   | Ret      |      |
| Ret  | Alberto Puig              | Yamaha    | Ret      |      |
| Ret  | Hans Becker               | Seel      | Ret      |      |
| Ret  | Andrew Leisner            | Honda     | Ret      |      |
| Ret  | Manfred Herweh            | Yamaha    | Ret      |      |
| Ret  | Stefano Caracchi          | Honda     | Ret      |      |
| Ret  | Martin Sraj               | Honda     | Ret      |      |
| Ret  | Harald Eckl               | Aprilia   | Ret      |      |
| Ret  | Daniel Amatriaín          | Honda     | Ret      |      |
| Ret  | Jean-François Baldé       | Yamaha    | Ret      |      |
| Ret  | Fausto Ricci              | Aprilia   | Ret      |      |
| DNS  | Masahiro Shimizu          | Honda     | DNS      |      |
| DNS  | Bernard Schick            | Yamaha    | DNS      |      |
| DNS  | Alberto Rota              | Aprilia   | DNA      |      |

## Resultados 80cc
El alemán Peter Öttl gana este Gran Premio y se acerca a Champi Herreros, segundo en esta carrera, en la clasificación general. Herri Torrontegui sufrió una avería cuando tenía a su alcance la segunda posición pero fue excluido porque sus mecánicos saltaron a la pista para cambiarle a batería.
| Pos. | Piloto             | Moto      | Tiempo    | Pts. |
| ---- | ------------------ | --------- | --------- | ---- |
| 1    | Peter Öttl         | Krauser   | 37.43.79  | 20   |
| 2    | Manuel Herreros    | Derbi     | 37.57.23  | 17   |
| 3    | Stefan Dörflinger  | Krauser   | 38.11.48  | 15   |
| 4    | Julián Miralles    | Derbi     | 38.23.50  | 13   |
| 5    | Bogdan Nikolov     | Krauser   | 38.27.49  | 11   |
| 6    | Jörg Seel          | Seel      | 38.34.63  | 10   |
| 7    | Paolo Priori       | Krauser   | 38.37.51  | 9    |
| 8    | Gabriele Gnani     | Gnani     | 39.01.35  | 8    |
| 9    | Hans Koopman       | Ziegler   | 39.12.18  | 7    |
| 10   | Jos van Dongen     | Casal     | 39.24.29  | 6    |
| 11   | Zdravko Matulja    | Casal     | 1 Vuelta  | 5    |
| 12   | Janez Pintar       | Eberhardt | 1 Vuelta  | 4    |
| 13   | Thomas Engl        | FRCH      | 1 Vuelta  | 3    |
| 14   | Matthias Ehinger   | BMC       | 1 Vuelta  | 2    |
| 15   | Javier Arumi       | Krauser   | 1 Vuelta  | 1    |
| 16   | Heinz Paschen      | Casal     | 1 Vuelta  |      |
| 17   | Primoz Sovic       | Eberhardt | 2 Vueltas |      |
| 18   | Antonio Sánchez    | JJ Cobas  | 4 Vueltas |      |
| Ret  | Reiner Koster      | Kroko     | Ret       |      |
| Ret  | Ralf Waldmann      | Seel      | Ret       |      |
| Ret  | Hagen Klein        | Ziegler   | Ret       |      |
| Ret  | Luis Álvaro        | Krauser   | Ret       |      |
| Ret  | Günter Schirnhofer | Krauser   | Ret       |      |
| Ret  | Brane Rokavec      | Seel      | Ret       |      |
| Ret  | Stefan Brägger     | Casal     | Ret       |      |
| DSQ  | Herri Torrontegui  | Krauser   | DSQ       |      |